# Adam Patkowski
Adam Patkowski – polski fizyk, profesor nauk fizycznych, specjalizuje się w biofizyce, fizyce amorficznej fazy skondensowanej oraz fizyce molekularnej, nauczyciel akademicki Uniwersytetu im. Adama Mickiewicza w Poznaniu.

## Życiorys
Studia z fizyki ukończył na poznańskim UAM. Stopień doktorski otrzymał w 1975. Habilitował się w 1982. Pracował jako profesor i kierownik w Zakładzie Biofizyki Molekularnej na Wydziale Fizyki UAM. Tytuł naukowy profesora nauk fizycznych został mu nadany w 1992 roku.
Odbywał zagraniczne staże naukowe, m.in.: w Uniwersytecie Stanowym Stanu Nowy Jork w Stony Brook, Instytucie Maxa Plancka w Moguncji (Niemcy), Uniwersytecie w Bielefeld (Niemcy), Institute of Electronic Structure and Laser, Foundation for Research and Technology – Hellas w Heraklionie (Grecja) oraz w Uniwersytecie Stanforda (USA). Na macierzystej uczelni prowadzi zajęcia dotyczące dynamicznego rozpraszania światła oraz spektroskopii korelacji fotonów.
Zainteresowania badawcze A. Patkowskiego dotyczą m.in. naładowanych układów koloidalnych, wpływu oddziaływań na strukturę, dynamikę i przejścia fazowe układów koloidalnych; własności, oddziaływań i struktury modelowych nanocząsteczek i ich zastosowania w biologii i medycynie oraz zastosowania metod mikroskopii konfokalnej i spektroskopii korelacji fluorescencji do badania własności i dynamiki nanocząstek w układach złożonych i żywych komórkach. Badania A. Patkowskiego dotyczą także struktury i dynamiki materii miękkiej przy pomocy rozpraszania światła, promieniowania synchrotronowego i neutronów oraz struktury i dynamiki cieczy przechłodzonych i materiałów szklistych.
Swoje prace publikował m.in. w amerykańskim „Journal of Chemical Physics” oraz w „Acta Physica Polonica”. Członek Polskiego Towarzystwa Fizycznego. Zasiada w radzie naukowej poznańskiego Centrum NanoBioMedycznego UAM. Jest członkiem Komitetu Fizyki Polskiej Akademii Nauk.